# Kurczowce (rejon brzostowicki)
Kurczowce (biał. Курчоўцы, Kurczoucy, ros. Курчёвцы, Kurczowcy) – wieś na Białorusi, w obwodzie grodzieńskim, w rejonie brzostowickim, w sielsowiecie Koniuchy. Położona jest 36 km na południe od Grodna, w oficjalnej strefie przygranicznej Białorusi. We wsi znajdował się w przeszłości dwór, z którego do dziś zachowały się jedynie ruiny otaczającego go muru wraz z bramą wjazdową z XVIII lub XIX w. Pozostałości są w złym stanie. We wsi istnieje też niewielka kapliczka katolicka z figurą Matki Boskiej, zbudowana po 1990 r.

## Historia
Wieś szlachecka położona była w końcu XVIII wieku  w powiecie grodzieńskim województwa trockiego. 	
W czasach zaborów wieś i osada w granicach Imperium Rosyjskiego, w guberni grodzieńskiej, w powiecie grodzieńskim, w gminie Krynki. W 1902 roku miała powierzchnię 332 dziesięcin (ok. 362,7 ha). Od 1919 r. w granicach II Rzeczypospolitej. 7 czerwca 1919 roku, wraz z całym powiatem grodzieńskim, weszła w skład okręgu wileńskiego Zarządu Cywilnego Ziem Wschodnich – tymczasowej polskiej struktury administracyjnej. Latem 1920 roku zajęta przez bolszewików, następnie odzyskana przez Polskę. 20 grudnia 1920 roku włączona wraz z powiatem do okręgu nowogródzkiego. Od 19 lutego 1921 roku w województwie białostockim, w powiecie grodzieńskim, w gminie Krynki. W 1921 r. posiadała status wsi i były w niej 62 domy mieszkalne.
W wyniku napaści ZSRR na Polskę we wrześniu 1939 r. miejscowość znalazła się pod okupacją sowiecką. 2 listopada została włączona do Białoruskiej SRR. 4 grudnia 1939 r. włączona do nowo utworzonego obwodu białostockiego. Od czerwca 1941 roku pod okupacją niemiecką. 22 lipca 1941 r. włączona w skład okręgu białostockiego III Rzeszy. W 1944 roku ponownie zajęta przez wojska sowieckie i włączona do obwodu grodzieńskiego Białoruskiej SRR. Na mocy postanowień konferencji jałtańskiej, władze sowieckie zobowiązały się do zwrotu Polsce terytoriów na zachód od linii Curzona. Wieś Kurczowce spełniała ten warunek, ponadto zamieszkana była prawie wyłącznie przez Polaków. Mimo to, zapadła decyzja o pozostawieniu jej w składzie Białoruskiej SRR. Latem 1944 roku mieszkańcy wsi skierowali list do władz polskich z prośbą o pomoc i interwencję na rzecz zmiany decyzji:

byliśmy, jesteśmy i chcemy pozostać najwierniejszymi obywatelami Rzeczypospolitej Polski (...) (od mieszkańców wsi czysto polskiej i katolickiej Kurczowce gminy Krynki otoczonych czystko polskimi wioskami jak Makarowce, Ignatowicze, Proniewicze, Żepowicze (...), mieszkających na zachodnim brzegu Świsłoczy)

Protesty i apele mieszkańców nie odniosły jednak efektów. Wieś pozostała w granicach Białoruskiej SRR, a od 1991 r. – niepodległej Białorusi.

## Demografia
Według spisu powszechnego z 1921 roku, wieś zamieszkana była przez 302 osoby, w tym 296 Polaków i 6 Żydów. Katolicyzm wyznawało 280 jej mieszkańców, prawosławie – 16, judaizm – 6.